# J.R. Valentin
J.R. Valentin (lub Juancho Valentino; ur. w 1982 r. w Cebu) – filipiński aktor. Najbardziej znany z roli Victora Pereza, idealistycznego oficera policyjnego, w komediodramacie o tematyce LGBT Maximo Oliveros rozkwita (Ang pagdadalaga ni Maximo Oliveros, 2005). Także model.

## Filmografia
- Desperadas (2008) jako Nick
- Komiks (2006–2007) jako Balmonte (serial TV)
- Seroks (2006) jako pijak
- D' Lucky Ones! (2006) jako Ralph
- Ako legal wife: Mano po 4? (2005) jako Alex
- Hari ng sablay: Isang tama, sampung mali (2005) jako Dennis
- Maximo Oliveros rozkwita (Ang pagdadalaga ni Maximo Oliveros, 2005) jako Victor Perez
- Bridal Shower (2004) jako Juancho